# Трухменьов Едуард Анатолійович
Едуард Анатолійович Трухменьов (нар.. 24 червня 1972, Мінськ, Білоруська РСР, СРСР) — білоруський і російський актор театру і кіно.

## Біографія
Едуард Трухменьов народився 24 червня 1972 року в столиці Білоруської РСР — Мінську. Мати — Людмила Миколаївна, все життя працювала в сфері громадського харчування на посаді завідувачки їдальні (спочатку — на Мінському тонкосуконному комбінаті, потім — в одній з мінських середніх шкіл), одна виховувала двох дітей. Молодша сестра Олеся, одружена з ливанцем, живе з чоловіком Жаком, дочками Лізою і Джуною та сином в Бейруті (Ліван).
У 1987 році, після закінчення восьми класів середньої школи, вступив до технікуму легкої промисловості в Мінську, закінчивши який у 1991 році вирішив отримати вищу акторську освіту.
У 1995 році Едуард Трухменьов закінчив акторський факультет Білоруської державної академії мистецтв за спеціальністю «актор драматичного театру і кіно» (курс Л. А. Манакової).
З 1995 по 1998 роки він служив у Національному академічному театрі імені Янки Купали в Мінську.
В 1998 році Едуард Трухменьов прийняв запрошення театрального режисера Романа Віктюка і був прийнятий до трупи Театру Романа Віктюка в Москві, де пропрацював до 2004 року.
У 2004 році перейшов в Московський театр юного глядача (ТЮГ), у трупі якого служив до 2010 року. У 2006 році на сцені ТЮГу зіграв роль Стенлі Ковальські у виставі «Трамвай „Бажання“», гра акторів в якому була відзначена російською театральною премією «Чайка» в номінації «Кращий акторський склад». Грав головну роль Роберто Зукко в психологічній п'єсі «Роберто Зукко» французького драматурга Бернара-Марі Кольтеса (спектакль отримав гран-прі фестивалю «Веселка» у Санкт-Петербурзі).
У кіно актор знімається з 1996 року. Дебютом стала епізодична роль у білоруському художньому фільмі «Птахи без гнізд» (1996) режисера Віталія Дудіна.
Популярність здобув у 2007 році завдяки головній ролі охоронця Віктора Мальцева в російському телесеріалі «Охоронець» режисера Владислава Фурмана. За словами актора, для того, щоб вжитися в образ, йому довелося пройти двотижневу спеціальну підготовку у спецпідрозділі «Альфа», де його вчили поводитися зі зброєю, стріляти по мішенях, правильно поводитись у небезпечних ситуаціях.

### Особисте життя
Едуард Трухменьов неодружений (за станом на 22 березня 2010 року).

## Творчість

### Ролі в театрі

#### Національний академічний театр імені Янки Купали(Мінськ)
- 1995—1998 — «Ромул Великий» швейцарського прозаїка і драматурга Фрідріха Дюрренматта — Лютень
- 1995—1998 — «Аленька квіточка» (режисер — М. Раєвський) — Принц
- 1995—1998 — «Павлинка» (режисер — Л. Литвинова) — Янка Купала
- 1995—1998 — «Ідилія» (режисер — Н. Пінігін) — Дунін-Марцинкевич
- 1995—1998 — «Поминальна молитва» (режисер — Б. Ерін) — Горін

#### Театр Романа Віктюка (Москва)
- 1998 — «Соломія» за однойменною п'єсою Оскара Уайльда (постановка, пластична партитура і музичне оформлення — Роман Віктюк) — ангел смерті / перший солдат / Тейлор
- 1998 — «Філософія в будуарі» по діалогах Д.-А.-Ф. де Сада (постановка — Роман Віктюк) — Лап'єр
- 1999 — «Заводний апельсин» за однойменною п'єсою Ентоні Берджесса (постановка — Роман Віктюк) — Ф. Олександр, письменник
- 2001 — «Майстер і Маргарита», інсценізація Романа Віктюка «Сни Івана Бездомного» за мотивами однойменного роману Михайла Булгакова (постановка, пластична партитура і музичне оформлення — Роман Віктюк) — Азазелло, член почту Воланда, «демон безводної пустелі», «демон-вбивця»
- 2002 — «Давай займемося сексом» за п'єсою віце-мера Хайфи і російського драматурга Валентина Красногорова (постановка і музичне оформлення — Роман Віктюк) — сексуальний маніяк
- 2007 — «Кіт у чоботях», казка в стилі «реп» за п'єсою Михайла Кузьміна за мотивами однойменної казки Шарля Перро (постановка і музичне оформлення — Роман Віктюк) — людожер

#### Московський театр юного глядача (ТЮГ)
- 2005 — «Трамвай „Бажання“» Теннессі Вільямса (режисер — Генрієтта Яновська) — Стенлі Ковальські, чоловік Стелли
- 2007 — «Роберто Зукко» французького драматурга Бернара-Марі Кольтеса (режисер — Кама Гинкас) — Роберто Зукко

### Фільмографія
- 1996 —  Птахи без гнізд (Білорусь) —  епізод
- 1997 —  Гра в хованки (короткометражний; Білорусь) —  епізод
- 1997 — Дві історії одного гусара (короткометражний; Білорусь) —  епізод
- 1998 —  Убити лицедія (Білорусь) —  епізод
- 2000 —  24 години —  бойовик Олега Сотника
- 2000 —  Марш Турецького 1 (фільм № 9 «Брудні ігри») —  Василь Хомяков, хокеїст
- 2002 —  Ненудні матеріали (Білорусь) —  В'ячеслав Кувалдін, агент секретного відділу
- 2003 —  Стилет —  епізод
- 2004 —  Союз без сексу —  Андрій, літератор
- 2005 —  Лебединий рай —  Едик, хореограф
- 2006 —  Колір неба —  Грошев
- 2007 —  Спецгруппа (фільм № 6 «Зірка екрану») —  Стів Данн
- 2007 —  Охоронець —  Віктор Мальцев, охоронець приватного охоронного підприємства «Командор»
- 2008 —  Переможець —  Ігор Миколайович Семенов, власник будівельного холдингу
- 2008 —  Остання подорож Синдбада —  Михайло Андрійович Барінов, бізнесмен
- 2008 —  Ермолови —  Ернесто, художник
- 2009 —  Іван Грозний —  Іван Федорович Овчина Телепнев-Оболенський
- 2009 —  Лапушки —  Олександр Олександрович Кутузов, власник видавництва, Катин поклонник
- 2009 — Маргоша —  Ігор (Гоша) Семенович Ребров, головний редактор журналу «МЗ», Максим Васильєв — Маша Васильєва в чоловічому образі [2]
- 2009 —  Охоронець 2 —  Віктор Мальцев, охоронець приватного охоронного підприємства «Командор»
- 2010 —  Охоронець 3 —  Віктор Мальцев, охоронець приватного охоронного підприємства «Командор»
- 2010 —  Ворожіння при свічках —  Сергій Тагилов («Тагіл»)
- 2010 —  Сонячне затемнення —  Ілля Патрушев, чоловік Ганни
- 2010 —  Вдови пароплав —  Григорій, поранений солдат в госпіталі
- 2010 — Біла сукня —  Валерій
- 2011 —  Дружина генерала (Білорусь, Росія) —  Тимофій, циган
- 2012 —  Охоронець 4 —  Віктор Мальцев, охоронець приватного охоронного підприємства «Командор»
- 2013 — Завдання особливої важливості. Операція «Тайфун» —  Валентин Суслов, капітан, радянський розвідник-диверсант
- 2013 — Завдання особливої важливості. Операція «Невидимка» —  Валентин Суслов, капітан, радянський розвідник-диверсант
- 2013 —  На прицілі —  Віктор Мальцев, охоронець
- 2014 —  Сюрприз для коханого —  Микола
- 2016 —  Заборонене кохання —  Віктор Олексійович
- 2017 —  Життя, за чутками, одна —  Гліб Звоницкий
- 2017 —  Все про його колишньої —  Віктор
- 2017 —  Я вибираю тебе —  Борис Вольнов
- 2018 —  Помічниця —  Семен Сергійович Говоров, юрист банку, батько Аліси
- 2018 —  Просто роман —  Ілля